# Ig Nobelpriset
| Ig Nobelpriset (Ig Nobel Prize) |
| --- |
| 2000 Ig Nobelpris i fysik delades ut till Andre Geim (Radboud-universitetetet, Nijmegen) och Michael Berry (University of Bristol), för magnetisk levitation av en levande groda. Geim tilldelades 2010 det årets verkliga Nobelpris i fysik. - Betydelse – parodi på Nobelpriset - Syfte – uppmärksammande av rolig forskning; absurditeter och pseudovetenskap premieras - Kategorier – 10 per år, ofta i samma kategorier som Nobelpriset samt ett antal andra - Bakgrund – 1991, delas ut vid Harvard University i september, av verkliga Nobelpristagare |

Ig Nobelpriset (engelska: ig Nobel Prize) är en parodi på Nobelpriset, sedan 1991 utdelat årligen vid Harvard University. Priset delas ut i ett antal olika kategorier och syftar till att premiera rolig forskning.

## Historik
Vinnarna meddelas varje höst, ungefär vid samma tidpunkt som de verkliga nobelprisen utannonseras. Ig Nobelprisen utdelas i tio kategorier för gärningar som "först får folk att skratta och sedan får dem att tänka efter." Ig Nobelpriset organiseras av den vetenskapliga humoristiska tidskriften Annals of Improbable Research (AIR). Initiativtagare var redaktören Marc Abrahams. Vinnarna presenteras av verkliga nobelprisvinnare vid en ceremoni vid Harvard, under september månad varje år.
De första Ig Nobelprisen delades ut 3 oktober 1991 under en ceremoni på MIT Museum vid Massachusetts Institute of Technology i Cambridge, Massachusetts. De första prisen omfattade 10 pristagare (Biologi: Robert K Graham US, Kemi: Jacques Benveniste FR, Ekonomi: Michael R Milken US, Utbildning: James D Quayle US, Litteratur: Erich von Däniken CH, Medicin: Alan Kligerman US, Fred: Edward Teller HU samt 3 fiktiva forskare i Interdisciplinär forskning: Josiah S. Carberry, Fotgängarteknologi: Paul DeFanti och Fysik: Thomas Kyle).
Ig Nobelprisen 1991 utdelades, vid det tillfāllet för upptäckter "som inte kan, eller ska, upprepas." Med undantag för tre priser som delades ut 1991 till fiktiva forskare (Josiah S. Carberry, Paul DeFanti och Thomas Kyle) delas Ig Nobelprisen ut för verkliga bedrifter. Prismottagarna premieras dock för forskning som prisjury ansett vara absurd eller pseudovetenskaplig.
1995 flyttades utdelningsceremonin till Harvard University i samma stad.
Valen av pristagare har ibland lett till kritik – kanske för att två av prisen getts för homeopatisk forskning, eller för att pris delats ut till Kansas och Colorados skolnämnder för "vetenskaplig lära" i fråga om evolutionen – men oftast väcker de uppmärksamhet till vetenskapliga artiklar som har någon humoristisk eller oväntad synvinkel. Upptäckterna sträcker sig från observationen att människor tenderar att sexuellt egga upp strutsar, till Jack Van Impes påstående att svarta hål uppfyller alla tekniska krav för att vara helvetet, till forskning kring "femsekundersregeln", ett allmänt, ovetenskapligt belägg för att mat som tappas på golvet inte blir kontaminerat om det plockas upp inom fem sekunder.

## Namnet
Namnet är en ordlek som anspelar på det engelska ordet ignoble (engelska för 'tarvlig' eller 'vanhedrande') och namnet "Nobel" efter "Alfred Nobel". Namnet uttalas officiellt "ig no-BELL" (IPA: "ɪg nəʊ bɛl").

## Priskategorier
Priser har delats ut sedan 1991 för bedrifter inom ett antal olika kategorier. De är ofta kalkerade på de fem Nobelpriskategorierna samt kompletterade med sådant som allmän hälsa, ingenjörskonst och interdisciplinär forskning.
Antalet kategorier varierar från år till år men är i regel tio till antalet. 2021 års priser delades ut för forskning inom biologi, ekologi, kemi, ekonomi, medicin, fred, fysik, kinetik, entomologi och transporter.